# أنيتا ماسون
أنيتا ماسون (بالإنجليزية: Anita Mason)‏ (1942، برستل في المملكة المتحدة)؛ كاتِبة وروائية بريطانية.